# إدوارد ناتابي
ادوارد ناتابى (بالإنجليزية: Edward Natapei)‏ (و. 1954 – 2015 م) هو دبلوماسي، وسياسي من فانواتو .
تولى منصب القائم بأعمال رئيس فانواتو للفترة 2 مارس 1999 إلى 24 مارس 1999.